# Número de Proth
En teoría de números, un número de Proth es un número de la forma
{\displaystyle P=k\,2^{n}+1}
donde k es impar, n es un entero positivo y 2n > k. Los números de Proth se llaman así en honor al matemático François Proth.
Si un número de Proth es primo, se denomina número primo de Proth. Se puede emplear el teorema de Proth para comprobar la primalidad de un número de Proth dado.

## Casos especiales
- Si k=1, se obtienen los números de Fermat.
- Si k=n y si se obvia la restricción de la desigualdad, se obtienen los números de Cullen.

## Ejemplos
Los primeros números de Proth son ((sucesión A080075 en OEIS)):
P0 = 21 + 1 = 3
P1 = 22 + 1 = 5
P2 = 23 + 1 = 9
P3 = 3 × 22 + 1 = 13
P4 = 24 + 1 = 17
P5 = 3 × 23 + 1 = 25
P6 = 25 + 1 = 33
Los primeros números primos de Proth son (A080076):
3, 5, 13, 17, 41, 97, 113, 193, 241, 257, 353, 449, 577, 641, 673, 769, 929, 1153, 1217, 1409, 1601, 2113, 2689, 2753, 3137, 3329, 3457, 4481, 4993, 6529, 7297, 7681, 7937, 9473, 9601, 9857